# Locat
Locat (oder Lokat) war eine seit dem Mittelalter gebräuchliche Bezeichnung für einen Unterschulmeister bzw. den Gehilfen des Schulmeisters. Der Locat war nicht nur für den Unterricht verantwortlich, sondern auch für das Lesen von Votivmessen oder Privatmessen. Die Bezeichnung leitet sich vom lateinischen locare (mieten) ab, da ursprünglich der Schulmeister verpflichtet war, weitere für den Unterricht benötigte Lehrer auf eigenen Kosten anzustellen.